# Julio Fonseca
Julio César Fonseca (San Pedro Sula; 3 de octubre de 1945-Los Ángeles; 31 de mayo de 2023) fue un futbolista hondureño que jugó como delantero.

## Trayectoria
Apodado "cucaracha", anotó 19 goles en liga para Marathón. Formó parte de la llamada La Trinca Infernal, junto a Mario y Mauro Caballero.
Jugó 11 partidos en Toronto Falcons de la North American Soccer League en 1968, junto a los costarricenses Fernando Jiménez y Charles Soto, el guatemalteco Ricardo Clark y el salvadoreño Raúl Magaña. En 1974, se retiró del fútbol profesional luego de que Mario Caballero sufriera un accidente que lo dejara inválido.

## Selección nacional
Fue convocado en la selección de Honduras para el Campeonato de Naciones de la Concacaf de 1967, viendo acción en 4 juegos y logrando el tercer lugar en casa.

### Participaciones en Campeonatos Concacaf
| Copa                                          | Sede     | Resultado     | Part. | Goles |
| --------------------------------------------- | -------- | ------------- | ----- | ----- |
| Campeonato de Naciones de la Concacaf de 1967 | Honduras | Tercer puesto | 4     | 0     |

## Clubes
| Club                     | País     | Año       |
| ------------------------ | -------- | --------- |
| Marathón                 | Honduras | 1965-1974 |
| Toronto Falcons (cesión) | Canadá   | 1968      |